# Miss Kirghizistan
Miss Kirghizistan est un concours de beauté féminine fondé en 2009 et destiné aux jeunes femmes habitantes et de nationalité kirghize.
La sélection permet de représenter le pays au concours de Miss Monde.

## Les Miss
| Année | Miss Kirghizistan      | Nom kirghize           | Région     |
| ----- | ---------------------- | ---------------------- | ---------- |
| 2011  | Nazira Nurzhanova      | Назира Нуржанова       | Bishkek    |
| 2012  | Diana Оvganova         | Диана Овганова         | Batken     |
| 2013  | Zhibek Nukeeva         | Жибек Нукеева          | Talas      |
| 2014  | Aykol Alikjanovna      | Айкөл Аликжанова       | Jalal-Abad |
| 2015  | Tattybubu Samidin Kyzy | Таттыбүбү Самидин кызы | Osh        |
| 2016  | Perizat Rasulbek Kyzy  | Перизат Расулбек кызы  | Osh        |
| 2017  | Begimay Karybekova     | Бегимай Карыбекова     | Naryn      |
| 2018  | Elmara Buranbaeva      | Элмара Буранбаева      | Jalal-Abad |
| 2019  | Aizhan Chanacheva      | Айжан Чаначева         | Issyk-Kul  |
| 2020  | Lazat Nurkozhoeva      | Лазат Нуркожоева       | Bishkek    |
| 2021  | Altynai Botoyarova     | Алтынай Ботоярова      | Bishkek    |
| 2022  | Diami Almazbekova      | Дями Алмазбекова       | Bishkek    |

| Année | Miss Kirghizistan         | Nom kirghize       | Région  | Miss Universe Kyrgyzstan | Nom kirghize    | Région  | Miss Earth Kyrgyzstan           | Nom kirghize       | Région  |
| ----- | ------------------------- | ------------------ | ------- | ------------------------ | --------------- | ------- | ------------------------------- | ------------------ | ------- |
| 2023  | Akylai Kalberdieva        | Акылай Калбердиева | Bishkek | Maya Turdalieva          | Майя Турдалиева | Bishkek | Aiperi Keneshbekova             | Айпери Кеңешбекова | Bishkek |
| Année | Miss Univers Kirghizistan | Nom kirghize       | Région  | Miss Monde Kirghizistan  | Nom kirghize    | Région  | Miss International Kirghizistan | Nom kirghize       | Région  |
| 2024  | Mary Kuvakova             | Мери Кувакова      | Bishkek | Ariet Sanzharova         | Ариет Санжарова | Bishkek | Aiperi Nurbekova                | Айпери Нурбекова   | Bishkek |